# العلاقات السويدية اللاوسية
العلاقات السويدية اللاوسية هي العلاقات الثنائية التي تجمع بين السويد ولاوس.

## مقارنة بين البلدين
هذه مقارنة عامة ومرجعية للدولتين:
| وجه المقارنة                                              | السويد                                                                               | لاوس        |
| --------------------------------------------------------- | ------------------------------------------------------------------------------------ | ----------- |
| المساحة (كم2)                                             | 450.30 ألف                                                                           | 236.80 ألف  |
| عدد السكان (نسمة)                                         | 10.16 مليون                                                                          | 6.86 مليون  |
| الكثافة السكانية (ن./كم²)                                 | 22.56                                                                                | 28.97       |
| العاصمة                                                   | ستوكهولم                                                                             | فيينتيان    |
| اللغة الرسمية                                             | اللغة السويدية، لغات السامي، اللغة الفنلندية، منكيلي، اللغة الرومنية، اللغة اليديشية | اللغة اللاو |
| العملة                                                    | كرونة سويدية                                                                         | كيب لاوي    |
| الناتج المحلي الإجمالي (بليون دولار)                      | 538.04 مليار                                                                         | 16.85 مليار |
| الناتج المحلي الإجمالي (تعادل القوة الشرائية) بليون دولار | 469.01 مليار                                                                         | 38.71 مليار |
| الناتج المحلي الإجمالي الاسمي للفرد دولار أمريكي          | 50.58 ألف                                                                            | 1.82 ألف    |
| الناتج المحلي الإجمالي للفرد دولار أمريكي                 | 45.30 ألف                                                                            |             |
| مؤشر التنمية البشرية                                      | 0.907                                                                                | 0.575       |
| رمز المكالمات الدولي                                      | +46                                                                                  | +856        |
| رمز الإنترنت                                              | .se                                                                                  | .la         |
| المنطقة الزمنية                                           | توقيت وسط أوروبا، ت ع م+01:00، ت ع م+02:00، أوروبا/ستوكهولم ‏                         | ت ع م+07:00 |

## منظمات دولية مشتركة
يشترك البلدان في عضوية مجموعة من المنظمات الدولية، منها:
| علم المنظمة | اسم المنظمة                        | تاريخ انضمام السويد | تاريخ انضمام لاوس |
| ----------- | ---------------------------------- | ------------------- | ----------------- |
|             | بنك التنمية الآسيوي                | 1966                | 1966              |
|             | مؤسسة التنمية الدولية              | 24 سبتمبر 1960      | 28 أكتوبر 1963    |
|             | يونسكو                             | 23 يناير 1950       | 9 يوليو 1951      |
|             | وكالة ضمان الاستثمار متعدد الأطراف | 12 أبريل 1988       | 5 أبريل 2000      |
|             | الأمم المتحدة                      | 19 نوفمبر 1946      | 14 ديسمبر 1955    |
|             | البنك الدولي للإنشاء والتعمير      | 31 أغسطس 1951       | 5 يوليو 1961      |
|             | منظمة حظر الأسلحة الكيميائية       | ?                   | ?                 |
|             | مؤسسة التمويل الدولية              | 20 يوليو 1956       | 29 يناير 1992     |
|             | منظمة الشرطة الجنائية الدولية      | ?                   | ?                 |

## وصلات خارجية
- موقع وزارة الخارجية السويدية
- موقع وزارة الخارجية اللاوسية